# Marlies Lüth
Marlies Lüth (* 23. April 1935 in Wuppertal; † 16. Mai 2020) war eine deutsche SPD-Politikerin. Sie war Kreistagsabgeordnete im Kreis Mettmann und stellvertretende Bürgermeisterin in Langenfeld (Rheinland).

## Leben
Lüth flüchtete während des Zweiten Weltkrieges zu ihren Großeltern nach Mainfranken, wo sie die Volksschule besuchte. Sie kehrte nach dem Krieg nach Wuppertal zurück und wurde Industriekauffrau. Im Jahr 1960 zog sie mit ihrem Mann nach Langenfeld.
Ihr politischer Werdegang begann im Jahr 1970 mit dem erfolgreichen Einsatz für die Einrichtung erster Vorschulklassen in Kindergärten. 1971 trat sie der SPD bei und zog 1975 in den Rat der Stadt Langenfeld ein. Im Jahr 1972 wurde sie direkt in den Kreistag in Mettmann gewählt, dem sie 28 Jahre lang von 1976 bis 2004 sechs Legislaturperioden angehörte. In den Jahren 1987 bis 1990 war sie Fraktionsvorsitzende der SPD. Vom Oktober 1989 bis 1996 war sie stellvertretende Bürgermeisterin in Langenfeld. 18 Jahre war sie Vorsitzende im Jugendhilfeausschuss. Schwerpunkt ihrer kommunalpolitischer Arbeit waren die Bereiche Soziales und Bildung, sie kämpfte insbesondere für die Errichtung der Gesamtschule.
Lüth war Vorsitzende der Langenfelder Arbeitsgemeinschaft sozialdemokratischer Frauen und stellvertretende Vorsitzende der AWO. Sie engagierte sich in zahlreichen Initiativen wie dem Förderkreis des Heilpädagogischen Heimes und den Fördervereinen von Stadtmuseums und Rheinischen Kliniken Langenfeld.
Sie starb im Mai 2020 im Alter von 85 Jahren.

### Ehrungen
- Lüth wurde am 19. Dezember 1996 für ihr politisches Engagement der Ehrenring der Stadt Langenfeld verliehen.[4]
- Sie erhielt am 6. März 2000 das Bundesverdienstkreuz am Bande.[5]